# USS Wiley (DD-597)
USS Wiley (DD-597) là một tàu khu trục lớp Fletcher được Hải quân Hoa Kỳ chế tạo trong Chiến tranh Thế giới thứ hai. Nó là chiếc tàu chiến duy nhất của Hải quân Mỹ được đặt theo tên William Wiley, một thủy thủ từng tham gia cuộc đột kích của Thiếu tướng Hải quân Stephen Decatur, Jr. vào Tripoli để phá hủy chiếc USS Philadelphia (1799) trong cuộc Chiến tranh Barbary thứ nhất. Wiley đã hoạt động cho đến hết Thế Chiến II, được cho xuất biên chế năm 1946, và bị tháo dỡ năm 1970.

## Thiết kế và chế tạo
Wiley được đặt lườn tại Xưởng hải quân Puget Sound ở Bremerton, Washington vào ngày 10 tháng 8 năm 1943. Nó được hạ thủy vào ngày 25 tháng 9 năm 1944; được đỡ đầu bởi bà Herbert V. Wiley, phu nhân Phó đô đốc Herbert V. Wiley; và nhập biên chế vào ngày 22 tháng 2 năm 1945 dưới quyền chỉ huy của Hạm trưởng, Trung tá Hải quân B. P. Field, Jr.

## Lịch sử hoạt động
Wiley tiến hành chạy thử máy huấn luyện ngoài khơi vùng biển San Diego, California cho đến cuối tháng 4 năm 1945. Nó được sửa chữa sau thử máy tại Puget Sound trước khi lên đường đi sang quần đảo Hawaii. Nó khởi hành từ Port Angeles vào ngày 19 tháng 5 và đi đến Trân Châu Cảng vào ngày 26 tháng 5, thực hành huấn luyện tại khu vực phụ cận Oahu trong ba tuần, rồi lên đường vào ngày 13 tháng 6 để tháp tùng tàu sân bay hộ tống Cape Gloucester (CVE-109) đi sang Philippines.
Đi đến Leyte vào ngày 13 tháng 7 và tiến vào vịnh Subic vào ngày 15 tháng 7, Wiley hoạt động huấn luyện tại khu vực Philippines trong tuần đầu tiên của tháng 8, rồi khởi hành từ vịnh Subic vào ngày 9 tháng 8 hộ tống một đoàn tàu chở dầu nhỏ đi sang quần đảo Ryūkyū. Một tuần sau, Nhật Bản đầu hàng, kết thúc cuộc xung đột tại Mặt trận Thái Bình Dương.
Wiley sau đó gia nhập Lực lượng Bắc Trung Quốc để hoạt động ngoài khơi vùng bờ biển Bắc châu Á, trong một giai đoạn mà các lực lượng Quốc gia và Cộng sản Trung Quốc xung đột nhằm giành quyền kiểm soát các tỉnh phía Bắc mang tính chiến lược từng bị Nhật Bản chiếm đóng. Trong ba tháng tiếp theo, hoạt động gìn giữ hoà bình đưa chiếc tàu khu trục đến các cảng Đại Liên, Lữ Thuận Khẩu, Yên Đài, Thanh Đảo và Tần Hoàng Đảo, hoạt động phá thủy lôi Nhật Bản còn sót lại và hộ tống các tàu tuần dương thuộc Đội tuần dương 6. Vào ngày 8 tháng 9, nó bảo vệ cho cuộc đổ bộ của lực lượng chiếm đóng lên Jinsen, Triều Tiên.
Được cho tách khỏi đội tuần dương, Wiley gia nhập một lực lượng đặc nhiệm tàu sân bay nhanh vào ngày 12 tháng 10 để hoạt động ở vùng biển Bột Hải. Vào cuối tháng 10, nó phục vụ bảo vệ cho các tàu sân bay Antietam (CV-36) và Boxer (CV-21), cũng như làm nhiệm vụ canh phòng máy bay cho các phi vụ thường xuyên trên biển Hoàng Hải. Được cho tách khỏi nhiệm vụ này vào ngày 18 tháng 11, nó gia nhập cùng tàu tuần dương hạng nặng San Francisco (CA-38) đang thả neo ngoài khơi Đại Cô Khẩu. Nó chuyển sang Jinsen bốn ngày sau đó, đưa lên tàu hành khách và thư tín, tiếp tục đi đến Thượng Hải, Thanh Đảo và Đại Cô Khẩu, chuyển hành khách và thư tín lên mỗi cảng trước khi quay lại Jinsen vào ngày 30 tháng 11.
Wiley tiếp tục ở lại vùng Viễn Đông cho đến tháng 12, khi nó lên đường đi ngang qua Guam, Eniwetok và Trân Châu Cảng để quay trở về Hoa Kỳ. Sau khi về đến San Francisco, California vào ngày 3 tháng 1 năm 1946, nó được lệnh ngừng hoạt động vào ngày 11 tháng 3, và di chuyển đến San Diego vào ngày hôm sau. Con tàu được cho xuất biên chế vào ngày 15 tháng 5 năm 1946, được đưa về lực lượng dự bị và neo đậu tại San Diego, cho đến khi được rút khỏi danh sách Đăng bạ Hải quân vào ngày 1 tháng 5 năm 1968. Lườn tàu được bán cho hãng National Metal and Steel Corporation tại đảo Terminal, Los Angeles, California vào ngày 2 tháng 4 năm 1970 và bị tháo dỡ sau đó.